# Madame Curie (película de 2019)
Radioactive (titulada en España e Hispanoamérica como Madame Curie) es una película biográfica estrenada en 2020 sobre la científica polaca Marie Curie, la primera persona en recibir dos premios Nobel en distintas especialidades —Física y Química—, y la primera mujer en ocupar el puesto de profesora en la Universidad de París.
Dirigida por Marjane Satrapi y protagonizada por Rosamund Pike como Marie Curie, está basada en la novela gráfica de Lauren Redniss

## Reparto
- Rosamund Pike como Marie Curie  (María Skłodowska-Curie).
  - Harriet Turnbull como Maria Skłodowska.
- Sam Riley como Pierre Curie.
- Anya Taylor-Joy como Irene Curie. 
  - Ariella Glaser como joven Irene Curie.
  - Indica Watson como Irene Curie (6 años).
- Aneurin Barnard como Paul Langevin.
- Simon Russell Beale como Gabriel Lippmann.
- Tim Woodward como Alexandre Millerand.
- Jonathan Aris como Hetreed.
- Mirjam Novak como la enfermera Francoise.
- Michael Gould como el juez Clark.

## Producción
En febrero de 2017 se anunció que Marjane Satrapi dirigiría una película biográfica sobre la vida de Marie Curie, con StudioCanal y Working Title Films como productores. Inicialmente se preveía un inicio de producción en otoño de 2017. En mayo de 2017, durante el Festival de Cine de Cannes, Rosamund Pike fue elegida como Curie.
En febrero de 2018, la película fue adquirida por Amazon Studios, comenzando la filmación en Budapest y Esztergom la misma semana. Unos días después, Sam Riley, Anya Taylor-Joy, Aneurin Barnard y Simon Russell Beale completaron el reparto.
La película se estrenó en 2020.